# Mikołaj Maciej Stadnicki
Mikołaj Maciej Stadnicki herbu Szreniawa bez Krzyża (ur. ?, zm. przed 3 marca 1768) – starosta baliński, chorąży podolski, podczaszy, chorąży, podstarości i kasztelan kamieniecki, poseł na sejmy, kawaler Orderu Świętego Stanisława.

## Życiorys
Był posłem na sejmy w latach 1740, 1748, 1754, 1760 i 1764, reprezentując województwo podolskie. 
Od 1748 roku był podczaszym kamienieckim. W 1752 roku dostał nominację na chorążego latyczowskiego, a w 1754 został chorążym kamienieckim.  Do 1760 roku był kamienieckim podstarościm grodzkim. W 1765 roku dostał kasztelanię kamieniecką.
Konsyliarz konfederacji Czartoryskich w 1764 roku.
Był posłem z województwa podolskiego na sejm koronacyjny 1764 roku.
9 maja 1765 roku został odznaczony Orderem Świętego Stanisława.

## Życie rodzinne
Był synem Jana Stadnickiego, kasztelana kamienieckiego, i Katarzyny z domu Pepłowskiej, córki Wawrzyńca Pepłowskiego, podkomorzego podolskiego i lwowskiego. Miał rodzeństwo: 
- Zofię, żonę Michała Bożeniec-Jełowickiego, łowczego łuckiego, skarbnika wołyńskiego, starosty bracławskiego
- Małgorzatę
- Teresę
- Fryderyka Stanisława
- Adama
- Aleksandra, kanonika kijowskiego, kawalera Orderu św. Stanisława
- Stanisława, kasztelana kamienieckiego, chorążego latyczowskiego, podczaszego podolskiego, stolnika podolskiego i
- Franciszka Ksawerego, podczaszego latyczowskiego, chorążego czerwonogrodzkiego i podolskiego, posła na sejmy.

Ożenił się z Salomeą Łuszczewską, nie pozostawił potomstwa.